# Etelredo Pascolo
Etelredo Pascolo (Basiliano, 1º novembre 1898 – Udine, 14 maggio 1991) è stato un politico e giornalista italiano, esponente dell'autonomismo friulano. Nel secondo dopoguerra si è dedicato alla salvaguardia della lingua friulana.

## Biografia
Figlio unico di una famiglia modesta, si diploma in ragioneria nel 1917. Durante la prima guerra mondiale è ufficiale di fanteria e combatte sul fronte del Piave, decorato con medaglia di bronzo e croce di guerra.
Nel 1920 è eletto sindaco indipendente di Basiliano (allora Pasian Schiavonesco). Nel 1923 gli squadristi fascisti invadono le case degli assessori obbligandoli a firmare le dimissioni, nonostante le proteste il prefetto è costretto a sostituire il sindaco con un commissario. Dissidente politico nel periodo fascista, nel 1941 Pascolo è incarcerato a Udine dal regime e, dopo cinque mesi di prigionia, mandato al confino in Abruzzo dove rimane sino a poco prima all'armistizio dell'8 settembre 1943. Rientrato a Udine è costretto ad allontanarsi nuovamente con i figli a causa di un mandato di cattura. Dopo un lungo e avventuroso viaggio giunge in Puglia. Venuto in contatto con il comando alleato si occupa di intervistare i rifugiati in fuga dalle zone di guerra per conto del Psychological Warfare Branch (PWB).
Nel gennaio 1944 partecipa come delegato al congresso di Bari, con lo pseudonimo di Giuliano Libero. Trasferito a Roma con il PWB, nell'estate del 1944 viene a contatto con i più importanti politici e intellettuali dell'epoca come Benedetto Croce, Ruggero Orlando, il conte Carlo Sforza, Trilussa, Alberto Savinio, Renato Guttuso, Giuseppe Ungaretti, Alberto Moravia, Mario Soldati, Ildebrando Pizzetti, Ottorino Respighi e Bruno Zevi.
Commercialista iscritto all'albo già dal 1921, nel 1946 è eletto alla presidenza dell'Ordine dei Ragionieri di Udine e dal 1956 al 1974 è membro del consiglio nazionale.
Nel novembre del 1947 Pascolo è fra i promotori del Movimento popolare friulano per l'autonomia regionale (con don Giuseppe Marchetti, Gian Franco D’Aronco, Pier Paolo Pasolini, Luigi Ciceri, Alessandro Vigevani, Chino Ermacora), primo progetto di Statuto regionale particolare del Friuli Venezia Giulia.
Nel 1963 fonda a Udine "Int Furlane" (Gente friulana), mensile di cultura e attualità friulana. Il mensile, pubblicato interamente in lingua friulana, uscirà ininterrottamente fino al 1987, promuovendo la cultura friulana anche attraverso iniziative editoriali. Nel 1964 prende parte come vice presidente alla fondazione dell'Union fédéraliste des communautés ethniques européennes (UFCE).
Nel 1966 è co-fondatore del Movimento Friuli, primo movimento autonomista friulano.
Nel 1985 Pascolo fa parte della commissione istituita dalla Provincia di Udine per stabilire una grafia ufficiale della lingua friulana. Lo storico vocabolario friulano "Nuovo Pirona" del 1936, infatti, adottava un'ortografia con grafemi derivati dalla lingua italiana, mentre nel secondo dopoguerra i due periodici in lingua friulana "La patrie dal Friul" e soprattutto "Int Furlane" utilizzavano grafemi considerati maggiormente autentici, spesso derivati dalle lingue slave. La commissione fu affidata allo studioso e linguista catalano, esperto di lingua friulana Xavier Lamuela. Alla fine dei lavori Lamuela, con il contributo della commissione, delle associazioni e degli scrittori friulani, propose le modifiche in un documento chiamato "La grafie furlane normalizade" che fu approvato dal Consiglio della Provincia di Udine nel 1986 e successivamente dalla Regione Friuli Venezia Giulia nel 1996 (postumo per Pascolo, che era morto nel 1991).
Nel suo ruolo di presidente di "Int Furlane" e vicepresidente di UFCE, partecipa a convegni linguistici in Europa, il 15 maggio 1984 presso il Consiglio d'Europa a Strasburgo, tiene un discorso per promuovere la Carta delle lingue minoritarie.

## Opere
- Etelredo Pascolo, "Int Furlane" nell'Europa delle minoranze, Istitût Ladin-Furlan "Pre Checo Placerean", 2012